# Казалвенто (Анкона)
Казалвенто је насеље у Италији у округу Анкона, региону Марке.
Према процени из 2011. у насељу је живело 15 становника. Насеље се налази на надморској висини од 501 м.